# Pietro Somazzi
Pietro Somazzi (Canobbio, 1640 circa – Canobbio, 1709) è stato uno scultore e stuccatore svizzero-italiano.

## Biografia
Imparò il mestiere nella zona di Torino. Nel 1672 realizza l'altare della Chiesa di Santa Maria delle Grazie e Sant'Agostino a Carignano, nel 1681 lavora agli stucchi della chiesa di San Filippo di Chieri e nel biennio 1684-1685 lavora nell'abbazia di Casanova a Carmagnola
Fra il 1683 e il 1703 realizza numerose decorazioni del Palazzo Reale di Torino. Nel 1688 è l'autore degli stucchi in alcune stanze del Palazzo Madama e Casaforte degli Acaja. Altre sue opere si trovano presso la chiesa di San Lorenzo, la chiesa dello Spirito Santo, la Villa della Regina e la Reggia di Venaria Reale.